# Mokošín
Mokošín település Csehországban, a Pardubicei járásban. Mokošín Brloh, Přelouč és Jedousov településekkel határos. Lakosainak száma 168 fő (2024. január 1.).

## Népesség
A település lakosságának változását az alábbi diagram mutatja:
| Lakosok száma | 156  | 174  | 132  | 99   | 135  | 172  | 175  | 177  | 175  | 168  |
|               | 1869 | 1890 | 1921 | 1950 | 1980 | 2001 | 2017 | 2019 | 2022 | 2024 |